# Caulinia microphylla
Caulinia microphylla là một loài thực vật có hoa trong họ Hydrocharitaceae. Loài này được (Meisn.) Kuntze mô tả khoa học đầu tiên năm 1891.